# Fobaproa
El Fondo Bancario de Protección al Ahorro (Fobaproa, por su acrónimo) fue un fondo de contingencia creado en 1990 por el gobierno de México y ejercido en 1995 con el fin de evitar el agravamiento de la crisis económica en México de 1994. El ejercicio del fondo convirtió una deuda de 12 bancos mexicanos privados por 552 000 millones de pesos —aproximadamente 100 000 millones de dólares intereses acumulados— en deuda pública con el fin de salvar los ahorros de los mexicanos.
El ejercicio del fondo fue propuesto por el entonces presidente Ernesto Zedillo Ponce de León y aprobado por la mayoría legislativa del del Partido Revolucionario Institucional (PRI) y del Partido Acción Nacional (PAN), con la oposición del Partido de la Revolución Democrática (PRD) tras fuertes debates en las cámaras.  
Por recomendaciones del Banco Interamericano de Desarrollo (BID) y tomando experiencias como la de Chile en los años 80, en 1990 se creó el Fobaproa con el antecedente de sucesivas crisis económicas que, entre otros efectos, llevaba a la falta de liquidez del sistema bancario. Ante posibles crisis financieras que propiciaron la insolvencia de los bancos por el incumplimiento de los deudores con la banca y el retiro masivo de depósitos, se esperaba que el Fobaproa asumiría las carteras vencidas y capitalizaría a las instituciones financieras. 
Durante la crisis económica en México de 1994 y los años siguientes, el Fobaproa, su concepción, implementación y principales beneficiarios se convirtieron en uno de los temas más polémicos de la política mexicana, debido al endeudamiento estatal a largo plazo y el hecho que entre los ahorradores beneficiados estuvieron allegados a la cúpula política del país y están ligadas a polémicas de corrupción. El 55% de la deuda cubierta por el fondo estuvo destinada a empresarios y banqueros prominentes, que salieron de la crisis amasando grandes fortunas. Las más importantes controversias que se produjeron en torno al Fobaproa ocurrieron cuando personajes de las cúpulas empresariales ingresaron deudas de sus negocios a la cartera vencida que rescató el gobierno para que fuera éste quien las liquidara incluyendo simulaciones de créditos que tuvieron como destino la financiación de campañas políticas del PRI y que fueron incluidos como insolventes para el fondo. Tras las acusaciones hechas por el PRD legisladores del PRI y del PAN promovieron la realización de una auditoría que adquirió el nombre de Informe Mackey porque la realizó el auditor canadiense Michael W. Mackey, mismo que no concluyó su actividad adecuadamente ya que los bancos involucrados adujeron el secreto bancario para no dar información.
En diciembre de 1998 el Fobaproa fue sustituido por el Instituto para la Protección al Ahorro Bancario (IPAB). Según el Informe Integral sobre la Fiscalización del Rescate Bancario de 1995 a 2004 hecho por la Cámara de Diputados la implementación del fondo tuvo «graves limitaciones para enfrentar una crisis generalizada» como la experimentada por México, así como la probable comisión de delitos que no fueron perseguidos adecuadamente. El Informe Mackey concluiría que la aplicación del fondo fue inefectiva, la existencia de una considerable falta de saneamiento en el sistema bancario mexicano y la presentación de graves inconsistencias en la gestión del fondo. En 2020 la deuda se calculaba en un mil 200 millones de dólares estadounidenses y la finalización de la deuda en 2070.

## Antecedentes
En septiembre de 1982 se dio la conjunción de tres factores interrelacionados graves:
- la devaluación del peso (de 27 a 70 pesos por dólar);
- la insuficiencia de las reservas internacionales para hacer frente a la demanda de dólares;
- la cancelación de créditos a México por parte de la banca internacional para subsidiar la cartera vencida del sistema financiero nacional.

Ante esa situación, el presidente José López Portillo decretó la expropiación de las instituciones bancarias y el control generalizado del tipo de cambio. El gobierno federal desembolsó tres billones de pesos para adquirir las instituciones de crédito comerciales y privadas, cuya deuda ascendía a 25,000 millones de dólares.
En 1983 se creó el Fideicomiso de Cobertura de Riesgo Cambiario (Ficorca). En medio de la recesión económica derivada de la crisis de 1982, el gobierno de Miguel de la Madrid obtuvo un préstamo del exterior para financiar el déficit fiscal, la deuda externa y la actividad productiva. Comenzó la desprivatización de las empresas paraestatales.
Luego de la nacionalización de los bancos, en México se desarrolló una banca paralela mediante casas de bolsa, arrendadoras financieras, aseguradoras y sociedades de inversión cuyos dueños adquirirían posteriormente los bancos durante la reprivatización. Para atraer capitales, el sistema financiero nacional elevó las tasas de interés. En 1987, la crisis en la Bolsa de Valores de Nueva York provocó el desplome del sistema bursátil nacional y la devaluación del peso frente al dólar. 
Fue a través de la Ley de Instituciones de Crédito, publicada en el Diario Oficial de la Federación el día 18 de julio de 1990, que se ordenó la creación del Fondo Bancario de Protección al Ahorro durante el gobierno de Carlos Salinas de Gortari, que dispuso en su artículo 122:
"ARTICULO 122.- Las instituciones de banca múltiple deberán participar en el mecanismo preventivo miércoles 18 de julio de 1990 y de protección del ahorro, cuya organización y funcionamiento se. sujetará a lo siguiente: 
1. El Banco de México administrará un fideicomiso que se denominará Fondo Bancario de Protección al Ahorro, cuya finalidad será la realización de operaciones preventivas tendientes a evitar problemas financieros que pudieren presentar las instituciones de banca múltiple, así como procurar el cumplimiento de obligaciones a cargo de dichas instituciones, objeto de protección expresa del Fondo. La constitución del fideicomiso por el Gobierno Federal no le dará el carácter de entidad de la administración pública federal, y por lo tanto, no estará sujeto a las disposiciones aplicables a dichas entidades..."
A finales de 1994 se da la crisis más grave de la historia contemporánea mexicana. La crisis provocó que las tasas de interés se dispararan causando el sobreendeudamiento de las empresas y familias ante los bancos y el cese de pagos por parte de los deudores.
Una eventual quiebra de los bancos habría hecho imposible el acceso a créditos, y los ahorradores no habrían podido disponer de sus depósitos, lo que habría colapsado la infraestructura productiva. Un sistema con ese riesgo se convierte en poco confiable, dando lugar a un pánico que lleva a la fuga de más capitales y a que las empresas no puedan cumplir obligaciones, lo que agrava aún más la crisis económica. Ante ese peligro, el gobierno federal aplicó el Fobaproa para absorber las deudas ante los bancos, capitalizar el sistema financiero y garantizar el dinero de los ahorradores. Los pasivos del Fobaproa ascendieron a 552.000 millones de pesos por concepto de cartera vencida que canjeó por pagarés ante el Banco de México. Dicho monto equivale al 40% del PIB de 1997, a las dos terceras partes del Presupuesto de Egresos para 1998 y el doble de la deuda pública interna. Para septiembre de 1999 el costo ascendía a 873 mil millones de pesos.
Mientras culminaban las operaciones para que el Fobaproa absorbiera la cartera vencida a los bancos, en enero de 1995 el gobierno federal creó el Programa de Capitalización Temporal (Procapte), un instrumento alternativo para sanear el sistema financiero con el acceso rápido y en mayor volumen a capital extranjero y recuperar la solvencia de los bancos. Adicionalmente, la administración de Ernesto Zedillo propuso a los deudores de la banca reestructurar sus deudas por medio de unidades de inversión (Udis). Según la propia reglamentación del Fobaproa, la adquisición de deudas por parte del fideicomiso se realizó a condición de que los accionistas de las instituciones de crédito inyectaran recursos frescos.
A consecuencia del error de diciembre, muchas empresas se vieron imposibilitadas para pagar sus deudas, por lo que para reestructurar las mismas, en 1996 se creó la Unidad Coordinadora para el Acuerdo Bancario Empresarial (Ucabe), que funcionó con recursos fiscales a instancias de la Secretaría de Hacienda y Crédito Público. Acorde con datos de la propia dependencia, el Ucabe sirvió de aval para el rescate bancario y benefició a 54 empresas por un monto de 9.700 millones de dólares.
En 1993 ocurre una reprivatización masiva de empresas públicas, de las 1115 empresas paraestatales solo quedan 213, en 1994 la crisis financiera hace que la economía mexicana se desplome en un 6.2%. El presidente Zedillo afirmó falazmente que el costo del rescate bancario sería de 180 mil millones de pesos, cifra que muy pronto se vería rebasada.

## Programa de Capitalización y Compra de Cartera
Resultó ser el programa más dañino para las finanzas públicas del gobierno mexicano durante la operación de rescate bancario. Gracias a este, el Fobaproa compró a los bancos todo tipo de chatarra financiera, es decir, créditos incobrables que se tradujeron en un fuerte incremento en el costo fiscal del rescate y en cambio redujeron las pérdidas de bancos, accionistas o grandes deudores que podían pagar sus créditos pero los transfirieron al Fobaproa.
El Programa de Capitalización y Compra de Cartera (PCCC) fue instrumentado por el Fobaproa para inducir a las instituciones a efectuar aportaciones de capital cuando su situación financiera, aunque solvente, presentaba un deterioro importante en sus activos y ponía en riesgo su viabilidad. Mediante el PCCC, las instituciones transfirieron al Fobaproa los derechos para que este recibiera el cobro sobre ciertos créditos, a cambio de un instrumento de pago a cargo del Fobaproa con garantía del gobierno federal. Por su parte, las instituciones de crédito se comprometieron a aportar, en términos generales, 1 peso de capital por cada 2 pesos de derechos de cobro cedidos al Fobaproa.
Los instrumentos de pago emitidos por el Fobaproa tenían una vida de 10 años y su vencimiento ocurrió entre septiembre de 2005 y diciembre de 2006, devengan intereses capitalizables trimestralmente, y son prepagables. En términos generales, las obligaciones en moneda nacional devengan la tasa de interés Cetes, y las notas documentadas en moneda extranjera la tasa de interés LIBOR.

## El Fobaproa se convierte en deuda pública
En marzo de 1998, el presidente Ernesto Zedillo Ponce de León envió al Poder Legislativo un paquete de cuatro iniciativas para crear un marco legal que redujera las posibilidades de una nueva crisis bancaria, así como para crear mecanismos más eficientes de supervisión a las actividades crediticias y facilitar la capitalización de los bancos. Por tanto, con el objetivo de exigir mayor disciplina en la administración del sistema bancario, el Poder Ejecutivo propuso la creación del Fondo de Garantía de Depósito (Fogade), instancia que protegería el dinero de pequeños y medianos ahorradores e involucraría al Poder Legislativo en la tarea de supervisar los bancos.
Asimismo, propuso la instauración de la Comisión para la Recuperación de Bienes, cuya función consistiría en recuperar, administrar y enajenar bienes y derechos que el Fobaproa y el Fondo de Apoyo al Mercado de Valores (Fameval) adquirieran como resultado de la crisis. La propuesta que causó mayor controversia y que orilló al Congreso a ordenar una auditoría al Fobaproa fue la de convertir en deuda pública los pasivos de dichos fondos que sirvieron para asistir a los bancos, cuyo monto ascendió a 552.000 millones de pesos.
Las iniciativas fueron: 
- Decreto que abroga la Ley Orgánica del Banco Nacional de Comercio Exterior, Sociedad Nacional de Crédito, Institución de Banca de Desarrollo.
- Decreto que reforma la Ley del Banco de México.
- Decreto por el que se adiciona la Ley del Banco de México; se expide la Ley de la Comisión Nacional Bancaria y de Valores, y se reforman las leyes para Regular las Agrupaciones Financieras, de Instituciones de Crédito, General de Organizaciones y Actividades Auxiliares de Crédito, del Mercado de Valores, y de Sociedades de Inversión.

### Bancos y empresas beneficiadas
- Banca Unión, una institución que incluyó la fusión de Banca Cremi, propiedad de Carlos Cabal Peniche.[16] El Fobaproa absorbió la deuda de este banco por 4 mil 500 millones de pesos más 700 millones en préstamos.[17] Tras su detención, encarcelamiento y exoneración Cabal Peniche declaró a Milenio en 1999 que Banca Unión dio financiamiento a las campañas presidenciales de Luis Donaldo Colosio, Ernesto Zedillo y la de Roberto Madrazo Pintado a la gubernatura de Tabasco.[18] Las sucursales de Banca Cremi fueron vendidas al grupo español Banco Bilbao Vizcaya (BBVA) en 160 millones de pesos. BBVA compró la cartera vencida de Cremi.
- Grupo Financiero Serfín, propietaria de Banca Serfín, gestionada por los empresarios Adrián Sada González y Gastón Luke Aguilar.[19] Se aplicaron 172 mil millones de pesos del IPAB, unos 49 mil más de los que autorizaban las reglas de operación del instituto. Esto incluyó préstamos a la propia familia Sada que no fueron pagados siendo absorbidos por el fondo.[20]
- Bancrecer, gestionado por los empresarios Roberto Alcántara Rojas y Carlos Mendoza. Se aplicaron 57 mil 800 millones de pesos para sanear al banco, y ser comprado en estas condiciones por Grupo Financiero Banorte.[21]
- Banca Confía, gestionado por el empresario Jorge Lankenau Rocha. Recibió fondos por 26 534 millones de pesos.
- Banco del Atlántico, gestionado por los empresarios Alfonso de Garay Gutiérrez y Jorge Rojas Mota. Recibió fondos del Fobaproa para afrontar pasivos por 48 mil 779.5 millones de pesos, siendo vendido posteriormente a Grupo Financiero Bital, quienes lo compraron por 1 500 millones de pesos, 3 por ciento del costo de la deuda gastada en este banco.[22]

## Disolución y creación del IPAB
La promulgación de la Ley de Protección al Ahorro Bancario o LPAB en diciembre de 1998 por parte del Congreso de la Unión dispuso la creación del Instituto para la Protección al Ahorro Bancario (IPAB) como un intento de lanzar un "nuevo sistema de protección al ahorro bancario".
Este se encarga de proteger el ahorro de la gente y así evitar que haya pérdidas, tiene como objetivos principales implementar un sistema de protección al ahorro bancario, concluir los procesos de recuperación de instituciones bancarias, así como administrar y vender los bienes a cargo del IPAB para obtener el máximo valor posible de recuperación.
Esta ley ordenó al IPAB la asunción de las operaciones instrumentadas por el Fobaproa de conformidad con el articulado transitorio de la LPAB. La LPAB señala que el Instituto no es causahabiente universal del Fobaproa. Esto significa que el IPAB nace con una personalidad jurídica propia y con mandatos y facultades establecidas en la ley que lo rige.

## Consecuencias

### Argumentos a favor del Fobaproa
El argumento principal de los defensores del Fobaproa es que los costos totales de no haber rescatado a la banca hubieran sido mayores debido al pánico que se pudo haber generado en los mercados financieros; profundizando la crisis iniciada en diciembre de 1994.
La condonación de la deuda a 1.2 millones en cartera vencida reactivó la economía, y dejó en el último año de gobierno de Ernesto Zedillo, un crecimiento del 7% del Producto Interno Bruto provocando una expansión empresarial en la que las actividades de mercado, tomaron parte significativa en el PIB hacia el futuro.

### Argumentos en contra del Fobaproa
El más importante argumento en contra es que la expropiación bancaria habría sido menos costosa y habría dado lugar a una menor corrupción.
El mismo año que el Fobaproa se asumió como deuda pública, se estimó que las obligaciones se pagarían en 30 años, pero un cálculo hecho por los economistas Fausto Hernández Trillo y Marcos Ávalos en 2006 (publicado por las Naciones Unidas, a través de la CEPAL) pronosticó que serían 70 años -asumiendo que el país tuviera un crecimiento económico anual de 4%-.
No obstante, según un análisis del medio mexicano «Arena Pública», el crecimiento promedio del PIB mexicano en la última década (2008-2017) ha sido de tan solo 2.3%, por ello el pronóstico de los economistas está desfasado y la deuda podría tardar en pagarse muchos años más.
Se estima que, como consecuencia de las decisiones tomadas durante la administración de Ernesto Zedillo, el pago del Fobaproa habrá impactado a tres generaciones.
El nivel de endeudamiento generado, por concepto de intereses, se ha valuado en dos billones de pesos, lo que representa que aunque cada año se destinen entre 30 y 50 mil millones de pesos, dicha cantidad alcanzaría solo para cubrir los intereses generados.
En opinión del consultor Luis Miguel Labardini, el coste social provocado para cubrir las deudas generadas por los bancos se considera especialmente lesivo, si se contrapone el contexto económico al que se han enfrentado las nuevas generaciones, y que representa una enorme sangría para el presupuesto público destinar alrededor de 50 mil millones de pesos por el Fobaproa, dinero que no puede destinarse a programas de corte social.